# Resistencia vascular
En fisiología, se llama resistencia vascular a la dificultad que opone un vaso sanguíneo al paso de la sangre. Si la resistencia vascular aumenta, entonces el flujo de sangre disminuye, por el contrario cuando la resistencia vascular disminuye el flujo sanguíneo aumenta.

## Factores de resistencia vascular
La resistencia vascular de un vaso sanguíneo depende de 3 factores: el calibre del vaso, su longitud y la viscosidad de la sangre. 

Cuando el calibre del vaso sanguíneo aumenta, hay vasodilatación y la resistencia al pasaje de sangre disminuye; si el calibre disminuye hay vasoconstricción y la resistencia aumenta. 

Si la viscosidad de la sangre aumenta o la longitud del vaso es mayor, la resistencia vascular se incrementa. La viscosidad depende del porcentaje compuesto por glóbulos rojos del volumen total de esa sangre y es llamado hematocrito, si el hematocrito es alto la viscosidad de la sangre es mayor.[cita requerida]
La ley de Poiseuille válida para todo tipo de flujos, establece que la velocidad del flujo es directamente proporcional a la presión y al radio del vaso, e inversamente proporcional a la densidad del fluido y a la longitud del tubo.

## Circuitos de resistencia vascular
En el humano existen 2 circuitos vasculares, el pulmonar y el sistémico.
- Resistencia vascular pulmonar. Es la resistencia del circuito vascular pulmonar.
- Resistencia vascular sistémica o periférica. Es la resistencia del circuito vascular sistémico que es el que aporta la sangre oxigenada a los diferentes órganos y tejidos. Dentro del circuito sistémico se pueden distinguir varias áreas de importancia clínica especial:
  - Resistencia vascular coronaria. Corresponde a la resistencia que ofrece la circulación coronaria.
  - Resistencia vascular cerebral. Corresponde a la resistencia que ofrece la circulación cerebral
  - Resistencia vascular renal. Corresponde a la resistencia que ofrece la circulación renal